# Les affaires sont les affaires
Negócios são negócios  – em francês Les affaires sont les affaires - é uma comédia do escritor francês Octave Mirbeau (1903).
Mirbeau denuncia o poder soberano do dinheiro através de Isidore Lechat, agente de negócios que tem-se tornado um tipo.